# Boucheuse
La Boucheuse, ou dans sa partie amont le ruisseau de la Boucheuse ou le ruisseau de Puy Roudeaux , est une rivière française de la région Nouvelle-Aquitaine, affluent de l'Auvézère et sous-affluent de l’Isle.

## Toponymie
En occitan, le cours d'eau prend le nom de Bochosa[réf. nécessaire].

## Géographie
La Boucheuse prend sa source en Haute-Vienne vers 415 mètres d'altitude, sur la commune de Magnac-Bourg, deux kilomètres au sud du bourg, près du lieu-dit les Moulades.
Son cours sert de limite à la Haute-Vienne et à la Corrèze sur quatre kilomètres, revient en Haute-Vienne puis passe en Corrèze avant de terminer en Dordogne où elle conflue en rive droite de l'Auvézère à 255 mètres d'altitude sur la commune de Payzac, près du Moulin des Deux-Eaux.
Sa longueur est de 38,1 km.

## Affluents
Parmi ses cinq affluents répertoriés, les deux principaux sont, en rive droite, le ruisseau des Baraques, long de 8,1 km et la Valentine (ou le ruisseau de Drouly, ou le ruisseau de Marsaguet), longue de 12,3 km.

## Départements, Communes et Cantons traversés
La Boucheuse arrose trois départements et huit communes réparties sur quatre cantons :
- Haute-Vienne
  - Canton de Saint-Germain-les-Belles
    - Magnac-Bourg (source)
    - Meuzac

  - Canton de Saint-Yrieix-la-Perche
    - Coussac-Bonneval
    - Glandon
- Corrèze
  - Canton de Lubersac
    - Montgibaud
    - Saint-Julien-le-Vendômois
    - Saint-Éloy-les-Tuileries
- Dordogne
  - Canton de Lanouaille
    - Payzac (confluence)

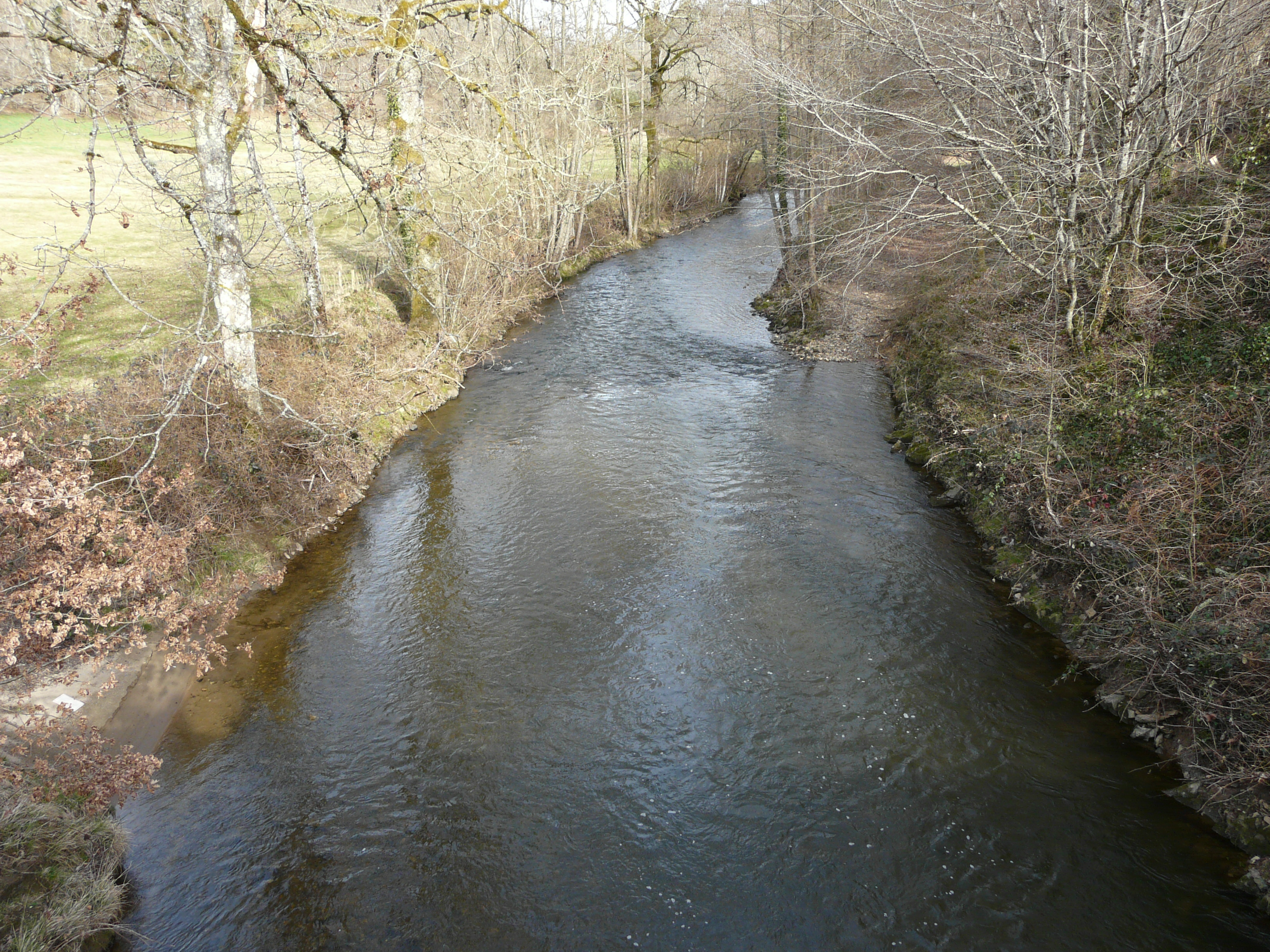
La Boucheuse en aval du moulin des deux Eaux à Payzac.
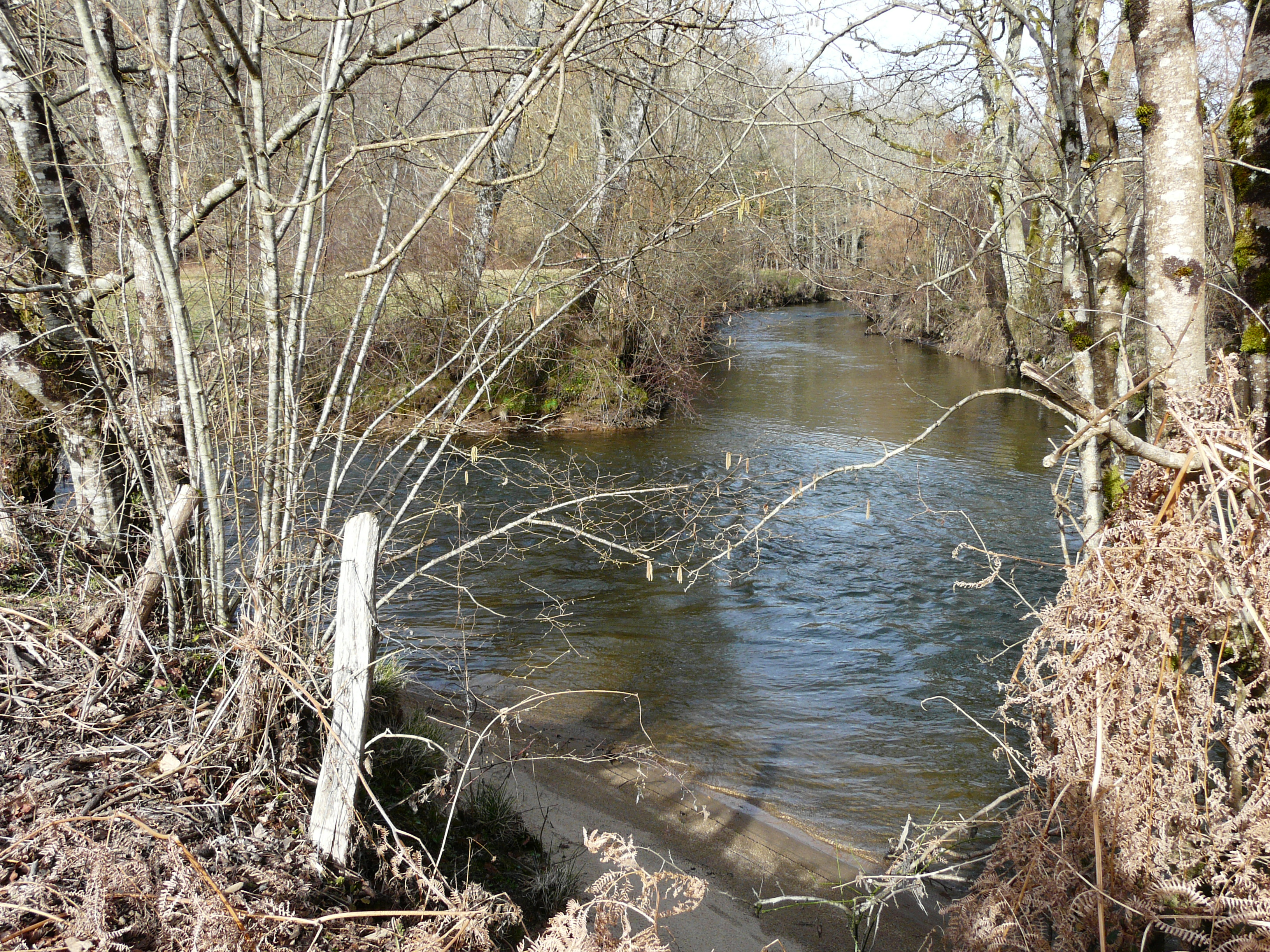
Le confluent de la Boucheuse (venant de la gauche) et de l'Auvézère (venant d'en face).